# ディリクレの判定法
数学において、ディリクレの判定法（ディリクレのはんていほう、英: Dirichlet's test）は、級数の収束判定法の一つである。名称はこれを記述したペーター・グスタフ・ディリクレにちなんでいるが、発表されたのは彼の死後、1862年の "Journal de Mathématiques Pures et Appliquées" においてであった。

## 主張
実数列 {\displaystyle \{a_{n}\}} と複素数列 {\displaystyle \{b_{n}\}} が次の条件
- {\displaystyle a_{n+1}\leq a_{n}}

- {\displaystyle \lim _{n\rightarrow \infty }a_{n}=0}

- ある定数 {\displaystyle M} があり、全ての正の整数 N に対して {\displaystyle \left|\sum _{n=1}^{N}b_{n}\right|\leq M}

を満たすならば、級数 {\displaystyle \sum _{n=1}^{\infty }a_{n}b_{n}} は収束する。

## 証明
{\displaystyle S_{n}=\sum _{k=1}^{n}a_{k}b_{k}}、{\displaystyle B_{n}=\sum _{k=1}^{n}b_{k}} とおく。
部分和分法により {\displaystyle S_{n}=a_{n+1}B_{n}+\sum _{k=1}^{n}B_{k}(a_{k}-a_{k+1})} と変形できる。
{\displaystyle B_{n}} は絶対値が M で抑えられていて {\displaystyle a_{n}\rightarrow 0} なので、第1項は0に収束する：
{\displaystyle a_{n+1}B_{n}\to 0} ({\displaystyle n\to \infty })
一方 {\displaystyle a_{n}} は非増加数列なので {\displaystyle a_{k}-a_{k+1}} は任意の k に対し非負であり、{\displaystyle |B_{k}(a_{k}-a_{k+1})|\leq M(a_{k}-a_{k+1})} となるが、
{\displaystyle \sum _{k=1}^{n}M(a_{k}-a_{k+1})=M\sum _{k=1}^{n}(a_{k}-a_{k+1})=M(a_{1}-a_{n+1})}
であるから、{\displaystyle \sum _{k=1}^{\infty }M(a_{k}-a_{k+1})} は {\displaystyle n\to \infty } のとき {\displaystyle Ma_{1}} に収束する。
よって比較判定法により {\displaystyle \sum _{k=1}^{\infty }|B_{k}(a_{k}-a_{k+1})|} もまた収束する。級数 {\displaystyle \sum _{k=1}^{\infty }B_{k}(a_{k}-a_{k+1})} は絶対収束するから自身もまた収束する。
以上より {\displaystyle S_{n}} が収束することが言えた。

## 応用
- ディリクレの判定法で

{\displaystyle b_{n}=(-1)^{n}\Rightarrow \left|\sum _{n=1}^{N}b_{n}\right|\leq 1}
とした特別な場合が交代級数判定法である。
- {\displaystyle \{a_{n}\}} が減少して0に収束する実数列であれば、{\displaystyle \sum _{n=1}^{\infty }a_{n}\sin n} は常に収束する。

- アーベルの判定法（英語版）はディリクレの判定法の特別な場合だと見なせる。

## 広義積分
広義積分の収束に対しても類似した命題が成り立つ。実軸の非有界区間で定義された関数 f と g があって、f は任意の積分範囲での積分値の絶対値がある定数で一様に（積分範囲に依らず）上から抑えられていて、g は非負値かつ単調非増加のとき、fg の広義積分は収束する。